# Mesnil-Sellières
Mesnil-Sellières ist eine französische Gemeinde mit 574 Einwohnern (Stand: 1. Januar 2022) im Département Aube in der Region Grand Est. Sie gehört zum Kanton Brienne-le-Château im Arrondissement Troyes.

## Geographie
Mesnil-Sellières liegt etwa neun Kilometer ostnordöstlich von Troyes.
Nachbargemeinden sind Assencières im Norden, Rouilly-Sacey im Osten und Nordosten, Dosches im Osten, Laubressel im Süden, Bouranton im Westen und Südwesten sowie Villechétif im Westen und Nordwesten.

## Bevölkerungsentwicklung
| Jahr                      | 1962 | 1968 | 1975 | 1982 | 1990 | 1999 | 2006 | 2013 |
| ------------------------- | ---- | ---- | ---- | ---- | ---- | ---- | ---- | ---- |
| Einwohner                 | 273  | 280  | 282  | 325  | 370  | 377  | 507  | 586  |
| Quelle: Cassini und INSEE |      |      |      |      |      |      |      |      |

## Sehenswürdigkeiten
- Kirche Invention-de-la-Sainte-Croix aus dem 16. Jahrhundert

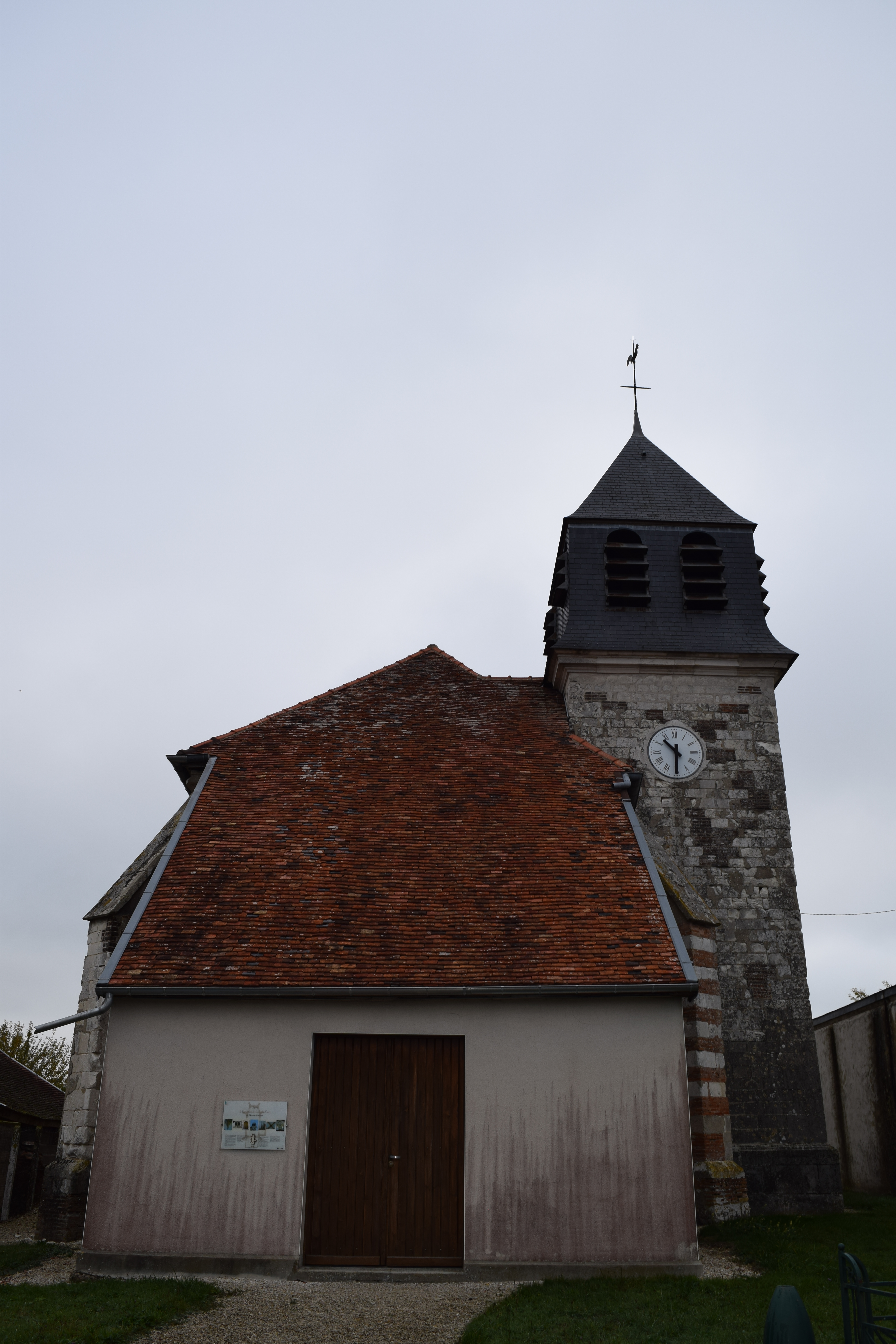
Kirche Invention-de-la-Sainte-Croix